# Pooja Bhatt
Pour les articles homonymes, voir Bhatt (homonymie).
Pooja Bhatt (née le 24 février 1972) est une actrice, actrice de doublage et réalisatrice. C'est la fille aînée de Mahesh Bhatt.

## Filmographie

### En tant qu'actrice
| Année | Film                        | Rôle                     |
| ----- | --------------------------- | ------------------------ |
| 1990  | Daddy                       | Pooja                    |
| 1991  | Dil Hai Ki Manta Nahin      | Pooja Dharamchand        |
| 1991  | Sadak                       | Pooja                    |
| 1992  | Prem Deewane                | Radha                    |
| 1992  | Jaanam                      | Anjali                   |
| 1992  | Saatwan Aasman              | Pooja Malhotra           |
| 1992  | Junoon                      | Dr Nita V. Chauhan       |
| 1992  | Phir Teri Kahani Yaad Aayee | Pooja                    |
| 1992  | Sir                         | Pooja                    |
| 1992  | Chor Aur Chand              | Reema D. Seth            |
| 1992  | Pehla Nasha                 | Monica                   |
| 1992  | Tadipaar                    | Mohinidevi/Namkeen       |
| 1994  | Kranti Kshetra              | Pooja                    |
| 1994  | Kalloori Vaasal             | Pooja                    |
| 1994  | Naaraaz                     |                          |
| 1994  | Boyfriend                   |                          |
| 1995  | Gunehgar                    | Pooja Thakur             |
| 1995  | Hum Dono                    | Priyanka Surendra Gupta  |
| 1995  | Angrakshak                  | Priyanka Choudhary/Priya |
| 1996  | Chaahat                     | Pooja                    |
| 1996  | Khilona                     |                          |
| 1997  | Tamanna                     | Tamanna Ali Sayed        |
| 1997  | Border                      | Kammo                    |
| 1998  | Yeh Aashiqui Meri           | Anju                     |
| 1998  | Kabhi Na Kabhi              | Tina                     |
| 1998  | Angaaray                    | Pooja                    |
| 1998  | Zakhm                       | Mrs. Desai               |
| 2000  | Yeh Pyar Hi To Hai          |                          |
| 2000  | Sanam Teri Kasam            | Seema Khanna             |
| 2001  | Everybody Says I'm Fine!    | Tanya                    |

### En tant que personnel technique
| Année | Film                    | Productrice | Réalisatrice | Design production |
| ----- | ----------------------- | ----------- | ------------ | ----------------- |
| 1998  | Dushman                 | Oui         | Non          | Non               |
| 2002  | Sur: The Melody of Life | Oui         | Non          | Non               |
| 2003  | Fatale Attraction       | Oui         | Non          | Oui               |
| 2003  | Paap                    | Oui         | Oui          | Oui               |
| 2005  | Rog                     | Oui         | Non          | Non               |
| 2006  | Holiday                 | Oui         | Oui          | Non               |
| 2007  | Dhokha                  | Non         | Oui          | Non               |
| 2010  | Kajraare                | Non         | Oui          | Non               |
| 2012  | Jism 2                  | Oui         | Oui          | Non               |
| 2017  | Cabaret                 | Oui         | Non          | Non               |